# Catahoula Parish
Catahoula Parish is een parish in de Amerikaanse staat Louisiana.
De parish heeft een landoppervlakte van 1.822 km² en telt 10.920 inwoners (volkstelling 2000). De hoofdplaats is Harrisonburg.